# Jacques Finné
Jacques Finné est un écrivain, traducteur et critique littéraire, spécialiste de la démonologie et des récits fantastiques, né à Bruxelles, en Belgique, le 29 mars 1944.
Il est reconnu comme l'un des plus grands spécialistes européens de la littérature fantastique. Il s'intéresse plus particulièrement au domaine anglo-saxon et au thème du vampire.

## Biographie
Jacques Finné a suivi ses études à la Faculté de Philosophie et Lettres de l'Université libre de Bruxelles, parallèlement à des cours d'art lyrique. En 1978, il présente sa thèse de doctorat intitulée  L'Organisation surnaturelle : essai sur la littérature fantastique. Il a enseigné en Suisse de 1972 à 2006.
Il est l'auteur de nombreuses traductions de romans et nouvelles fantastiques,, dont une traduction très remarquée du roman Dracula de Bram Stoker, parue en 1979 et très souvent rééditée.
Il a également publié plusieurs essais, dont un Panorama de la littérature fantastique américaine, paru aux éditions Terre de Brume, et une bibliographie de Dracula parue chez L'Âge d'Homme, ainsi que de nombreuses anthologies.
Il a longtemps nourri une passion pour l'opéra, auquel il a consacré un livre en 1982 : Opéra sans musique, introduction à l'art lyrique.
Au cours des années 2000, il s'est intéressé aux femmes écrivains victoriennes, avec sept anthologies et recueils parus aux éditions José Corti et Terre de Brume.
En 2017, Jacques Finné fait paraître, à quelques mois d'intervalle, une anthologie sur la figure de la goule et un essai autour de la même créature. Ces deux ouvrages sont disponibles aux éditions Terre de Brume et font suite à la triple anthologie Trois Saigneurs de la nuit, parue aux Nouvelles Editions Oswald, et qui mettait (notamment) à l'honneur la goule (aux côtés des vampires et loups-garous).